# Largo retorno
Largo retorno es una película española de drama romántico, con elementos de ciencia ficción, estrenada en 1975, dirigida por Pedro Lazaga y protagonizada en los papeles principales por Mark Burns y Lynne Frederick.
Está basada en la novela homónima del escritor Germán Ubillos.

## Sinopsis
Una terrible enfermedad trunca la felicidad de una joven pareja. Cuando ella está a punto de morir, su marido decide crionizarla hasta que la ciencia descubra algún remedio para curarla. Tras de cuarenta años de espera el doctor Aguirre le anuncia que ya hay curación para la enfermedad y que se puede despertar a Anna.

## Reparto
- Mark Burns ... David Ortega
- Lynne Frederick ... Anna
- Charo López ... Irene
- Ricardo Merino ... Socio de David
- Jorge Rigaud	...	Doctor Vals
- Fernando Hilbeck ...	Cirujano
- Adriano Domínguez	...	Martin
- Concha Cuetos ...	Adela
- Andrés Mejuto	...	Padre de Anna
- Mayrata O'Wisiedo	... Madre de Anna
- Juan Diego ... Doctor Aguirre